# Eidgenössisches Sängerfest 1870
Das 14. Eidgenössische Sängerfest fand vom 9. bis 11. Juli 1870 in Neuchâtel statt. Somit war erstmals eine französischsprachige Stadt Gastgeberort des Sängerfests. Insgesamt nahmen 2500 Sänger in 54 Vereinen teil. Organisiert wurde das Fest vom deutschsprachigen Männerchor Frohsinn Neuenburg – trotz ablehnender Haltung des frankophonen Orphéon de Neuchâtel.
Als Festpräsident fungierte der spätere Bundesrat Eugène Borel. Präsident des Preisgerichts war der Churer Musikdirektor Heinrich Szadrowsky, Festdirektor der Gesamtaufführung war der Neuenburger Chorleiter Eduard Munzinger.

## Rangliste
- 1. Preis: Männerchor Zürich
- 2. Preis: Union Chorale de La Chaux-de-Fonds
- 3. Preis: nicht verliehen